# SuperLiga Norteamericana 2008
La  SuperLiga 2008 fue la segunda edición de la SuperLiga Norteamericana, torneo que se disputaba entre equipos de Estados Unidos y México, con el objetivo de definir al mejor equipo de Norteamérica.

## Equipos participantes
Los 8 equipos participantes para esta edición son los siguientes:
| Grupo A        |  | Grupo B                   |
| -------------- |  | ------------------------- |
| Atlante        |  | Chivas USA                |
| D.C. United    |  | Santos Laguna             |
| Houston Dynamo |  | New England Revolution    |
| Guadalajara    |  | Pachuca (Campeón vigente) |

| Chivas USA: 1 participación                              | Atlante: 1ª participación                             |
| DC United: 2ª participación (2ª en fila desde 2007)      | Guadalajara: 2ª participación (2ª en fila desde 2007) |
| Houston Dynamo: 2ª participación (2ª en fila desde 2007) | Pachuca: 2ª participación (2ª en fila desde 2007)     |
| New England: 1ª participación                            | Santos Laguna: 1ª participación                       |

## Fase de grupos

### Grupo A
| Equipo         | PJ | PG | PE | PP | GF | GC | Dif. | Pts. |
| -------------- | -- | -- | -- | -- | -- | -- | ---- | ---- |
| Houston Dynamo | 3  | 2  | 0  | 1  | 7  | 2  | +5   | 6    |
| Atlante        | 3  | 2  | 0  | 1  | 5  | 6  | -1   | 6    |
| Guadalajara    | 3  | 2  | 0  | 1  | 3  | 3  | 0    | 6    |
| D.C. United    | 3  | 0  | 0  | 3  | 4  | 8  | -4   | 0    |

| 12 de julio de 2008, 19:00 | D.C. United | 1:2 (1:0) | Guadalajara               | R. F. K. Memorial Stadium, Washington D. C.                             |                                                                         |
|                            | Emilio 76'  |           | Arellano 23' · Pineda 72' | Asistencia: 22.453 espectadores Árbitro(s): Walter Quesada (Costa Rica) | Asistencia: 22.453 espectadores Árbitro(s): Walter Quesada (Costa Rica) |

| 12 de julio de 2008, 21:00 | Houston Dynamo                               | 4:0 (3:0) | Atlante | Robertson Stadium, Houston, Texas                                       |                                                                         |
|                            | De Rosario 19' · Holden 21' 28' · Mullan 54' |           |         | Asistencia: 13.105 espectadores Árbitro(s): Courtney Campbell (Jamaica) | Asistencia: 13.105 espectadores Árbitro(s): Courtney Campbell (Jamaica) |

| 15 de julio de 2008, 19:00 | Houston Dynamo | 0:1 (0:0) | Guadalajara  | Robertson Stadium, Houston, Texas                                       |                                                                         |
|                            |                |           | Arellano 70' | Asistencia: 28.723 espectadores Árbitro(s): Enrico Wijngaarde (Surinam) | Asistencia: 28.723 espectadores Árbitro(s): Enrico Wijngaarde (Surinam) |

| 15 de julio de 2008, 21:00 | D.C. United          | 2:3 (1:2) | Atlante                    | R. F. K. Memorial Stadium, Washington D. C.                           |                                                                       |
|                            | Doe 27' · Emilio 76' |           | Rey 15' 43' · Bermúdez 49' | Asistencia: 12.122 espectadores Árbitro(s): Carlos Batres (Guatemala) | Asistencia: 12.122 espectadores Árbitro(s): Carlos Batres (Guatemala) |

| 18 de julio de 2008, 19:00 | Houston Dynamo                       | 3:1 (2:0) | D.C. United | Robertson Stadium, Houston, Texas                                      |                                                                        |
|                            | Clark 12' · Boswell 29' · Holden 84' |           | Doe 76'     | Asistencia: 12.893 espectadores Árbitro(s): Alex Prus (Estados Unidos) | Asistencia: 12.893 espectadores Árbitro(s): Alex Prus (Estados Unidos) |

| 18 de julio de 2008, 21:00 | Guadalajara | 0:2 (0:1) | Atlante                      | Stevens Stadium, Santa Clara, California                                |                                                                         |
|                            |             |           | Maldonado 42' · Espinoza 88' | Asistencia: 10.370 espectadores Árbitro(s): Hugo León Guajardo (México) | Asistencia: 10.370 espectadores Árbitro(s): Hugo León Guajardo (México) |

### Grupo B
| Equipo                 | PJ | PG | PE | PP | GF | GC | Dif. | Pts. |
| ---------------------- | -- | -- | -- | -- | -- | -- | ---- | ---- |
| New England Revolution | 3  | 2  | 1  | 0  | 3  | 1  | +2   | 7    |
| Pachuca                | 3  | 1  | 1  | 1  | 3  | 3  | 0    | 4    |
| Chivas USA             | 3  | 1  | 1  | 1  | 3  | 3  | 0    | 4    |
| Santos Laguna          | 3  | 0  | 1  | 2  | 1  | 3  | -2   | 1    |

| 13 de julio de 2008, 19:00 | New England Revolution | 1:0 (0:0) | Santos Laguna | Gillette Stadium, Foxborough, Massachusetts                             |                                                                         |
|                            | Dube 70'               |           |               | Asistencia: 10.118 espectadores Árbitro(s): Enrico Wijngaarde (Surinam) | Asistencia: 10.118 espectadores Árbitro(s): Enrico Wijngaarde (Surinam) |

| 13 de julio de 2008, 21:00 | Chivas USA | 1:2 (1:2) | Pachuca                     | Home Depot Center, Carson, California                                 |                                                                       |
|                            | Razov 16'  |           | Marioni 23' · Caballero 42' | Asistencia: 14.528 espectadores Árbitro(s): Carlos Batres (Guatemala) | Asistencia: 14.528 espectadores Árbitro(s): Carlos Batres (Guatemala) |

| 16 de julio de 2008, 19:00 | New England Revolution | 1:0 (0:0) | Pachuca | Gillette Stadium, Foxborough, Massachusetts                            |                                                                        |
|                            | Smith 90+6' (pen.)     |           |         | Asistencia: 9.614 espectadores Árbitro(s): Walter Quesada (Costa Rica) | Asistencia: 9.614 espectadores Árbitro(s): Walter Quesada (Costa Rica) |

| 16 de julio de 2008, 21:00 | Chivas USA | 1:0 (0:0) | Santos Laguna | Home Depot Center, Carson, California                                   |                                                                         |
|                            | Razov 73'  |           |               | Asistencia: 16.343 espectadores Árbitro(s): Courtney Campbell (Jamaica) | Asistencia: 16.343 espectadores Árbitro(s): Courtney Campbell (Jamaica) |

| 19 de julio de 2008, 19:00 | Santos Laguna | 1:1 (0:1) | Pachuca    | Pizza Hut Park, Frisco, Texas                                        |                                                                      |
|                            | Benítez 72'   |           | Álvarez 4' | Asistencia: 6.157 espectadores Árbitro(s): German Arredondo (México) | Asistencia: 6.157 espectadores Árbitro(s): German Arredondo (México) |

| 19 de julio de 2008, 21:00 | New England Revolution | 1:1 (0:0) | Chivas USA | Titan Stadium, Fullerton, California                                        |                                                                             |
|                            | Razov 59'              |           | Joseph 78' | Asistencia: 4.738 espectadores Árbitro(s): Abiodun Okulaja (Estados Unidos) | Asistencia: 4.738 espectadores Árbitro(s): Abiodun Okulaja (Estados Unidos) |

## Fase final
|  | Semifinales     | Semifinales          |       |  | Final          | Final |  |
|  |                 |                      |       |  |                |       |  |
|  | 29 de julio     |                      |       |  |                |       |  |
|  | Houston Dynamo  | 2                    |       |  |                |       |  |
|  | Pachuca         | 0                    |       |  |                |       |  |
|  |                 |                      |       |  |                |       |  |
|  |                 |                      |       |  | 5 de agosto    |       |  |
|  |                 |                      |       |  | Houston Dynamo | 2 (5) |  |
|  |                 | N.E. Revolution (p.) | 2 (6) |  |                |       |  |
|  |                 |                      |       |  |                |       |  |
|  |                 |                      |       |  |                |       |  |
|  |                 |                      |       |  |                |       |  |
|  | 30 de julio     |                      |       |  |                |       |  |
|  | Atlante         | 0                    |       |  |                |       |  |
|  | N.E. Revolution | 1                    |       |  |                |       |  |

### Semifinales

#### Houston Dynamo-Pachuca
| 29 de julio de 2008. 21:00 | Houston Dynamo         | 2:0 (0:0) | Pachuca | Robertson Stadium, Houston, Texas                                           |                                                                             |
|                            | Boswell 77' · Ashe 87' |           |         | Asistencia: 16.679 espectadores Árbitro(s): Neal Brizan (Trinidad y Tobago) | Asistencia: 16.679 espectadores Árbitro(s): Neal Brizan (Trinidad y Tobago) |

#### Atlante-New England Revolution
| 30 de julio de 2008, 19:00 | Atlante | 0:1 (0:1) | New England Revolution | Gillette Stadium, Foxborough, Massachusetts                          |                                                                      |
|                            |         |           | Joseph 30'             | Asistencia: 8.302 espectadores Árbitro(s): Carlos Batres (Guatemala) | Asistencia: 8.302 espectadores Árbitro(s): Carlos Batres (Guatemala) |

### Final

#### New England Revolution-Houston Dynamo
| 5 de agosto de 2008, 19:00 | New England Revolution                                                        | 2:2 (1:1, 1:1) (t. s.)(6:5 p.) | Houston Dynamo                                                              | Gillette Stadium, Foxborough, Massachusetts                         |                                                                     |
|                            | Ralston 41' · Joseph 102'                                                     |                                | Jaqua 18' · Kamara 98'                                                      | Asistencia: 9.242 espectadores Árbitro(s): Howard Webb (Inglaterra) | Asistencia: 9.242 espectadores Árbitro(s): Howard Webb (Inglaterra) |
|                            |                                                                               | Tiros desde el punto penal     |                                                                             |                                                                     |                                                                     |
|                            | Ralston · Reis · Joseph · Twellman · Smith · Larentowicz · Tierney · Albright |                                | Waibel · Wondolowski · De Rosario · Ching · Clark · Barrett · Kamara · Ashe |                                                                     |                                                                     |

| Campeón SuperLiga 2008    |
| ------------------------- |
| Bandera de Estados Unidos |
| New England Revolution    |
| 1° Título                 |